# ینگی‌آباد (جماعت)
ینگی‌آباد  جماعت و شهرکی در جنوب غربی کشور تاجیکستان است که در ناحیهٔ وخش ولایت ختلان قرار دارد. جمعیت این جماعت ۹٬۰۲۴ است.